# Estat Polonès Clandestí
L'Estat Polonès Clandestí (en polonès Polskie Państwo Podziemne, també conegut com l'Estat Polonès Secret)[a] és un terme col·lectiu per a les organitzacions clandestines de resistència a Polònia durant la Segona Guerra mundial, tant militars com civils, que eren lleials al Govern Polonès a l'exili a Londres. Els primers elements de l'Estat Clandestí es van establir en els últims dies de la invasió alemanya de Polònia que va començar al setembre de 1939. L'Estat Clandestí va ser percebut pels partidaris com una continuació legal de la República de Polònia de preguerra (i les seves institucions) que va lliurar una lluita armada contra els poders d'ocupació del país: l'Alemanya Nazi i la Unió Soviètica. L'Estat Clandestí, un dels més grans del món, abastava no sols la resistència militar, sinó també les estructures civils, com ara els serveis d'educació, cultura i serveis socials.
Si bé l'Estat Clandestí tenia un ampli suport al llarg de gran part de la guerra, no va ser recolzat ni reconegut per l'extrema esquerra (comunistes). Els nacionalistes del Campament de la Falange Nacional Radical i el Campament Nacional Radical ABC es van oposar a l'ocupació alemanya de Polònia i els dos moviments van ser reemplaçats ràpidament pel Konfederacja Narodu, una part dels polonesos de l'Estat Clandestí, que també incloïen la majoria dels membres de la preguerra d'extrema dreta.